# Winschoten
Winschoten (groninguès: Winschoot'n) era un municipi de la província de Groningen, al nord dels Països Baixos. L'1 de gener del 2009 tenia 18.256 habitants repartits sobre una superfície de 22,24 km² (dels quals 0,61 km² corresponen a aigua). L'1 de gener de 2010, juntament amb els municipis de Reiderland i Scheemda, es va integrar en el nou municipi d'Oldambt.

## Composició del consistori
- PvdA 8 escons
- GroenLinks 3 escons
- VVD 2 escons
- CDA 2 escons
- ChristenUnie 1 escó
- Sociaal Bewogen Winschoten 1 escó